# Andrew Schacht
Andrew Schacht (Adelaide, 22 mei 1973) is een voormalig Australisch beachvolleyballer. Met Joshua Slack won hij de bronzen medaille bij de wereldkampioenschappen beachvolleybal in 2007 en nam hij deel aan twee opeenvolgende Olympische Spelen.

## Carrière
Schacht begon met volleybal in de zaal en maakte in 1996 zijn professioneel debuut als beachvolleyballer. Dat jaar deed hij met Andrew Burdin mee aan zeven toernooien in de FIVB World Tour met twee zeventiende plaatsen (Rio de Janeiro en Pornichet) als beste resultaat. Van 1997 tot en met 2000 vormde Schacht vervolgens een team met Victor Anfilloff. Het eerste seizoen kwamen ze bij vijf mondiale toernooien niet verder dan een zeventiende plek in Oostende. Het jaar daarop namen ze deel aan acht toernooien in de World Tour met opnieuw een zeventiende plaats (Moskou) als hoogste klassering. Daarnaast speelde Schacht twee wedstrijden met Jeff Grocott en een met Rowan Searl. In 1999 bleven Schacht en Anfilloff voor de beste prestatie van het seizoen in Acapulco eveneens steken op plek zeventien. Bij de wereldkampioenschappen in Marseille wist het tweetal verder niet tot het hoofdtoernooi door te dringen. Het jaar daarop waren ze actief op dertien internationale toernooien. Ze behaalden daarbij een dertiende plaats in Toronto en drie zeventiende plaatsen.
Na een jaar geen wedstrijden gespeeld te hebben, keerde Schacht in 2002 terug aan de zijde van Joshua Slack met wie het tot het eind van zijn sportieve carrière in 2008 een team zou vormen. Het eerste jaar deden de twee mee aan tien FIVB-toernooien. Ze eindigden als vijfde in Stavanger en Espinho en werden verder viermaal negende (Marseille, Cádiz, Mallorca en Fortaleza). Het daaropvolgende seizoen haalde het duo in Espinho met een derde plek voor het eerst het podium. Bij de overige acht toernooien kwamen ze tot een vijfde (Mallorca) en twee negende plaatsen (Rodos en Gstaad). In 2004 namen ze deel aan twaalf toernooien in de World Tour. Ze behaalden onder meer een vijfde (Carolina) en vier zevende plaatsen (Lianyungang, Berlijn, Stavanger en Stare Jabłonki). Schacht en Slack sloten het seizoen af met een negende plaats bij de Olympische Spelen in Athene nadat ze in de achtste finale werden uitgeschakeld door de Duitsers Christoph Dieckmann en Andreas Scheuerpflug.
Het jaar erna kwamen ze bij negen reguliere FIVB-toernooien tot een vierde plaats (Athene), drie zevende plaatsen (Gstaad, Stare Jabłonki en Montreal) en een negende plaats (Shanghai). Bij de WK in Berlijn verloren Schacht en Slack in de tweede ronde van het Duitse duo Marvin Polte en Thorsten Schoen, waarna ze in de herkansing gelijk werden uitgeschakeld door de Nieuw-Zeelanders Kirk Pitman en Jason Lochhead. In 2006 speelde het tweetal tien wedstrijden in het mondiale circuit. Ze eindigden als vijfde in Zagreb en werden zevende in Shanghai en Sint-Petersburg. Het daaropvolgende seizoen deden ze mee aan negen standaard toernooien in de World Tour. In Montreal werd met een tweede plaats opnieuw het podium gehaald en in Zagreb en Marseille eindigde het duo verder als vierde en vijfde. Bij de WK in Gstaad wonnen Schacht en Slack de bronzen medaille door de Brazilianen Emanuel Rego en Ricardo Santos in de troostfinale te verslaan, nadat ze zelf in de halve verloren hadden van de Russen Dmitri Barsoek en Igor Kolodinski. In 2008 namen ze in aanloop naar de Spelen deel aan zes internationale toernooien met een derde plaats in Stare Jabłonki als beste resultaat. Bij het olympisch beachvolleybaltoernooi in Peking strandde het tweetal opnieuw in de achtste finale, ditmaal tegen de Nederlanders Reinder Nummerdor en Richard Schuil. Na afloop van de Spelen beëindigde Schacht zijn internationale beachvolleybalcarrière.

## Palmares
Kampioenschappen
- 2004: 9e OS
- 2007:  WK
- 2008: 9e OS

FIVB World Tour
- 2003:  Espinho Open
- 2007:  Montreal Open
- 2008:  Stare Jabłonki Open